# Бирнбах
Бирнбах (њем. Birnbach) општина је у њемачкој савезној држави Рајна-Палатинат. Једно је од 119 општинских средишта округа Алтенкирхен (Вестервалд). Према процјени из 2010. у општини је живјело 614 становника. Посједује регионалну шифру (AGS) 7132009.

## Географски и демографски подаци
Бирнбах се налази у савезној држави Рајна-Палатинат у округу Алтенкирхен (Вестервалд). Општина се налази на надморској висини од 270 метара. Површина општине износи 3,1 km².

## Становништво
У самом мјесту је, према процјени из 2010. године, живјело 614 становника. Просјечна густина становништва износи 197 становника/km².